# 12 Hydrae
12 Hydrae (D Hydrae) é uma estrela na direção da Hydra. Possui uma ascensão reta de 08h 46m 22.53s e uma declinação de −13° 32′ 51.7″. Sua magnitude aparente é igual a 4.32. Considerando sua distância de 227 anos-luz em relação à Terra, sua magnitude absoluta é igual a 0.11. Pertence à classe espectral G8III.